# El Rossinyol (Monistrol de Calders)
El Rossinyol és una masia del sud del terme municipal de Monistrol de Calders i Mura, al Bages, a prop del límit amb Granera. Es tracta d'una masia gran, de planta rectangular formada per diversos cossos, i amb capella pròpia, dedicada a la Mare de Déu de Montserrat. És una obra inclosa a l'Inventari del Patrimoni Arquitectònic de Catalunya.
Al llarg de tota la història ha estat una masia forta i important, d'on havien sortit regidors i batlles del terme tot al llarg de l'edat moderna. Havia pertangut sempre a la família Rossinyol, en diverses generacions després amb el cognom Gamisans, donat que hi va haver pubilles, tot i que sempre s'havia mantingut el cognom patrimonial.

## Història
La primera vegada que aquest mas apareix esmentat per escrit és l'any 1193. L'evolució posterior és poc coneguda, tot i que sabem que uns pagesos de mas anomenats Rossinyol l'habitaren de forma contínua fins a final del segle xviii, en què hi va haver pubilla i es va produir un canvi de nom i es passà a anomenar Gamisans Rossinyol. El mas va anar creixent a poc a poc a mesura que els recursos ho permetien, sobretot el segle xvii per les llindes que així o especifiquen i el segle xviii. L'adossament de diferents parts es nota a les parets i a les teulades. El segle xix es va tancar el pati (la nova moda de la centúria), es va enrajolar l'era i es construí una capella sota l'advocació de la Mare de Déu de Montserrat, tal com ho especifica la llinda de la porta principal.
De la família Gamisans fou el pare Gregori Estrada Gamissans, monjo de Montserrat, gran musicòleg, que passà la seva infància al mas. Va morir a principis del 2015, als 98 anys. Els mas fou venut per la família Gamissans a principis dels anys trenta del S.XX. El seu propietari als anys trenta del segle xx, fou Fèlix Escalas i Chamení, nomenat President de la Generalitat de Catalunya l'octubre del 1934, quan el govern de dretes de la Segona República empresonà tot el govern legítim de la Generalitat catalana (els Fets d'octubre del 1934).
El 1936 fou una de les propietats confiscades pel govern municipal revolucionari de Monistrol de Calders. El 1939 la masia fou restituïda a la família Escalas, la qual va vendre la masia i les seves terres als propietaris actuals a principis dels anys 80 del S.XX.